# David Kirkwood (Moderner Fünfkämpfer)
David Arthur Kirkwood (* 20. September 1935 in Jackson, Mississippi; † Januar 2012 in Albuquerque, New Mexico) war ein US-amerikanischer Pentathlet und Schauspieler.

## Karriere
1958 schloss Kirkwood das College mit einem Abschluss als Lehrer ab und trat der US Air Force bei. Dort begann er mit dem Modernen Fünfkampf und durfte mit Erlaubnis der US Army im Fort Sam Houston für die Olympischen Spiele 1960 in Rom trainieren. Er verpasste zwar vor allem aufgrund seiner fehlenden Reiterfahrung die Qualifikation für den US-amerikanischen Kader, durfte aber aufgrund seiner Leistungen im Fort Sam Houston bleiben und sich für die Olympischen Spiele 1964 in Tokio vorbereiten.
Dieses Mal gelang ihm die Qualifikation und er bestätigte seine Berufung mit einem neunten Platz in der Einzelkonkurrenz. In der Mannschaftswertung, zu der neben Kirkwood noch James Moore und Paul Pesthy beitrugen, gewann er hinter der Sowjetunion die Silbermedaille. Im selben Jahr wurde er bei den US-amerikanischen Meisterschaften Dritter.
Nach seiner Karriere als Moderner Fünfkämpfer blieb er noch 20 Jahre bei der Air Force und war in dieser Zeit in verschiedenen Basen in Europa stationiert und hatte auch einen Einsatz in Vietnam. Zwei Monate nach den Olympischen Spielen 1964 heiratete er und bekam mit seiner Frau vier Kinder. 1978 verließ er die Air Force im Rang eines Majors und arbeitete anschließend als Lehrer. Nach seiner Scheidung 1990 zog Kirkwood nach Los Angeles und begann sich für Filmrollen zu bewerben. Er erhielt kleinere Rollen unter anderem in Walker, Texas Ranger, Emergency Room – Die Notaufnahme und Hinterm Mond gleich links. Anfang der 2000er-Jahre zog er nach New Mexico, wo er erneut heiratete und damit begann ein Buch über Modernen Fünfkampf zu schreiben. Er verstarb im Januar 2012 in Albuquerque, sein Buch erschien postum zwei Monate später.